# Timo Kivimäki
Timo Antero Kivimäki, född 1962, är en finländsk statsvetare verksam inom konfliktforskning som dömts för spioneri i Danmark för Rysslands räkning.
Kivimäki tog examen i statsvetenskap från Helsingfors universitet 1985, där han 1989 tog en licentiatexamen och 1993 en doktorsexamen i internationella relationer. Han var fortsatt verksam vid Helsingfors universitet till 1999.
Kivimäki arbetade från 1999 till 2012 vid Köpenhamns universitet, från 1999 till 2009 vid universitetets Nordic Institute of Asian Studies och från januari 2010 som professor i internationell politik.
Kivimäki var verksam som rådgivare till Martti Ahtisaari i samband med dennes verksamhet som fredsmäklare i Aceh.

## Spioneridom
I september 2010 greps Kivimäki av den danska säkerhetspolisen Politiets Efterretningstjeneste (PET). Han anklagades för att under perioden 2002 till 2010 ha träffat fyra olika ryska underrättelseagenter och lämnat över känslig information, bland annat namn på studenter som han bedömde var kandidater att kunna värvas som agenter, och information om personer vid universitetets centrum för militära studier, som var experter på Danmarks intressen i Norra ishavet. Kivimäki erkände att han träffat ryssarna och att han tagit emot betalning, enligt honom själv ungefär 17 500 euro i konsultarvode. Han förnekade dock spionieranklagelsen, hävdade att mötena skedde i vetenskapligt syfte, att han trodde att de han träffade var vanliga diplomater, och att han enbart överlämnat offentligt tillgänglig information.
Flera ryska diplomater, bland annat sådana som Kivimäkis försvarare hade velat kalla som vittnen, lämnade Danmark efter att Kivimäki hade gripits.
I maj 2012 hölls rättegången i byretten i Glostrup, som skedde bakom lyckta dörrar, och Kivimäki fälldes för lindrigt spionage och dömdes till fem månaders fängelse. Den danska brottsbeteckningen "lindrigt spionage" innebär att ha underlättat en främmande makts underrättelseverksamhet i Danmark, även om man själv inte överlämnat sekretessbelagda uppgifter. Kivimäki hävdade även efter domen att han var oskyldig, men valde att inte överklaga.
Kivimäki avstängdes från sin post vid Köpenhamns universitet i januari 2011 till följd av misstankarna, och avskedades i juli 2012 efter att domen vunnit laga kraft.